# El asalto (película de 2010)
El asalto (L'Assaut) es una película de acción francesa de 2010 dirigida y escrita por Julien Leclercq. El film está basado en el secuestro del vuelo 8969 de Air France que tuvo lugar en 1994 en Argel por parte de terroristas del GIA.

## Argumento
En diciembre de 1994 cuatro terroristas del GIA secuestran el vuelo 8969 de Air France que se disponía a despegar del aeropuerto de Argel, Argelia con 227 rehenes a bordo. Como condición para la liberación de los civiles, exigen la excarcelación de sus militantes y que despegue el avión inmediatamente rumbo a París. 
Finalmente y tras unas largas negociaciones y tensiones diplomáticas entre los gobiernos francés y argelino sumado a los asesinatos de tres pasajeros, dan vía libre al cabecilla para que despegue la aeronave hacia territorio galo con escala en Marsella con el pretexto de cargar combustible.
Una vez en Marsella, un grupo de la unidad antiterrorista se prepara para el asalto a la aeronave después de prepararse durante la crisis.

## Reparto
- Vincent Elbaz es Thierry Prungnaud (GIGN).
- Grégori Dérangère es Comandante Denis Favier.
- Mélanie Bernier es Carole Jeanton.
- Philippe Bas es Didier (GIGN).
- Vincent Heneine es Bull (GIGN).
- Antoine Basler es Solignac.
- Philippe Cura es Roland Môntins.
- Marie Guillard es Claire Prungnaud.
- Aymen Saïdi es Yahia (GIA).
- Chems Dahmani es Mustapha (GIA).
- Mohid Abid es Makhlouf (GIA).
- Djanis Bouzyani es Salim (GIA).
- Fatima Adoum es Djida.
- Hugo Becker es Vincent Leroy.
- François Lescurat es Experto de aeronáutica.
- Abdelhafid Metalsi es Ali Touchent.
- Jean-Philippe Puymartin es Comandante de a bordo Bernard Delhemme.
- David Sevier es Copiloto Jean-Paul Borderie.
- Didier Sevier es Copiloto.
- Marc Robert es Mecánico.
- Samira Lachhab es Leila.
- Samira Sedira es Madre de Leila.
- Lounès Tazairt es Padre de Leila.
- Bruno Seznec es Director del aeropuerto.
- Claire Chazal es Presentadora de informativos.